# Gare de Kurobe-Unazukionsen
La gare de Kurobe-Unazukionsen (黒部宇奈月温泉駅, Kurobe-Unazukionsen-eki) est une gare ferroviaire située à Kurobe, dans la préfecture de Toyama au Japon. Elle est exploitée par la West Japan Railway Company (JR West).

## Situation ferroviaire
Gare de passage, la gare de Kurobe-Unazukionsen est située au point kilométrique (PK) 253,1 de la ligne Shinkansen Hokuriku.

## Histoire
La gare de Kurobe-Unazukionsen a été inaugurée le 14 mars 2015 pour le prolongement de la ligne Shinkansen Hokuriku.

## Service des voyageurs

### Accueil
La gare dispose d'un bâtiment voyageurs, avec guichets, ouvert tous les jours de 6h20 à 23h00.

### Desserte
- Ligne Shinkansen Hokuriku :
  - voie 1 : direction Nagano, Takasaki et Tokyo
  - voie 2 : direction Kanazawa et Tsuruga

### Intermodalité
La gare de Shin-Kurobe de la Toyama Chihō Railway se trouve à proximité immédiate de la gare.